# Julien Lacroix (humoriste)
Pour les articles homonymes, voir Lacroix et Julien Lacroix.
Julien Lacroix, né le 10 décembre 1992 à Longueuil, est un humoriste, acteur et improvisateur québécois, principalement actif entre 2013 et 2020. Il se fait connaître en 2015 en diffusant sur internet des capsules vidéo qui deviennent virales. En 2020, il met sa carrière sur pause en raison d'accusations d'agressions et d'inconduites sexuelles à son endroit provenant de neuf femmes. En 2022, une contre-enquête controversée de La Presse et de Cogeco Média vient mettre en doute la solidité des allégations envers l'humoriste. Julien Lacroix annoncera un peu moins d'un an plus tard son retour officiel sur scène avec son 2e one-man-show intitulé Le temps au temps.

## Biographie
Julien Lacroix commence sa carrière en tant qu'improvisateur. En 2013, il gagne le Mondial d'improvisation qui se tient en Belgique. Quelques années plus tard, soit en 2017, il participe au National d'impro organisé pour les 40 ans de la Ligue nationale d'improvisation.
Sur scène, il commence sa carrière en 2013 lors de son retour de Belgique où il fonde une soirée d'humour dans sa ville natale. Pour faire la promotion de cette soirée, il commence à faire des vidéos sur Facebook qui deviennent rapidement virales, certaines d'entre elles atteignant jusqu'à un million de visionnements. Il y reçoit des invités tels que Mariana Mazza, Mike Ward, Adib Alkhalidey, Katherine Levac, Patrick Groulx, Virginie Fortin, Pier-Luc Funk, Sarah-Jeanne Labrosse, Mehdi Bousaidan, Yannick De Martino et plusieurs autres.
À la suite de ces capsules, il est sélectionné pour participer à l'émission le Mike Ward Show, diffusée à Télétoon, en tant que chroniqueur, où chacun de ses passages connaît du succès sur le web. Il participe ensuite aux émissions ALT (Actualité Légèrement Tordue), Code G, Le Chalet et #5règles sur les ondes de VRAK, aux Sommets Coors Light, au Réseau des sports, au National d'Improvisation à Télé-Québec ainsi qu'à plusieurs reprises de Prière de ne pas envoyer de fleurs sur les ondes de Radio-Canada.
Sur le web, il participe aux émissions La Fouille à V, Bête de sexe à Télé-Québec, Les Prodiges aux côtés de Yannick De Martino et Le Band et Sébastien sur TOU.TV.
Sur scène, il présente son premier spectacle solo Voisiquement-moi en 2016. Il participe à son premier Gala ComediHa! à l'été 2017 où il remporta le prix Découverte du ComediHa! Fest-Québec. Finalement, il s'est fait découvrir du grand public à l'hiver 2017 alors qu'il gagne trois trophées pour ses trois nominations au Gala les Olivier.
En 2017, il co-écrit Les Prodiges avec Yannick De Martino, une websérie diffusée sur YouTube et produite par KOZE. La websérie est renouvelée pour une deuxième saison de 10 courts épisodes diffusée sur TOU.TV.
En mars 2018, Julien Lacroix et Adib Alkhalidey annoncent la production de leur film Mon Ami Walid, dans lequel ils tiendront également les rôles principaux.
En 2019, il débute la tournée de son premier one-man-show, Jusqu'ici tout va bien.
En juillet 2020, au cours de la troisième vague de dénonciations qui survient quelques années après le Mouvement MeToo, Julien Lacroix est visé dans un article du journal Le Devoir par neuf témoignages d'agressions et d'inconduites sexuelles, dont celui de son ex-conjointe. En réponse à cet article, il publie sur Facebook un statut niant les témoignages, critiquant la façon qu'ont les victimes de dénoncer et affirmant du même coup que « Le Devoir va trop loin », que l'on veut « détruire [sa] carrière », que « la plupart des événements qu’on [lui] reproche seraient survenus quand [il était] mineur », puis que la journaliste responsable de l'article, Améli Pineda, ne lui a pas donné l'occasion de répondre aux témoignages pour « donner [sa] version des faits », ce que dément l'article en question. Selon Améli Pineda, Julien Lacroix aurait demandé d'obtenir le nom des neuf femmes ainsi que le contenu des témoignages afin de décider s'il accorderait ou non une entrevue à la journaliste. Cette dernière lui aurait envoyé une liste descriptive des événements allégués, qu'il aurait qualifiés de « non fondés et diffamatoires ». À la suite d'une lettre ouverte de son ex-conjointe dénonçant plusieurs de ses inconduites spécifiques, son alcoolisme et sa façon inadéquate de se comporter, Lacroix présente, dans une deuxième publication, des excuses à ceux et celles qui auraient pu être blessés par sa première publication, tout en mettant l'accent sur ses problèmes personnels et sans s'excuser directement aux victimes alléguées. Il annonce toutefois avoir l'intention de faire face à ses problèmes qu'il repousse depuis longtemps.
En décembre 2021, Julien Lacroix réalise une entrevue de 45 minutes avec Le Devoir pour revenir sur ses accusations et son cheminement personnel qui s'est ensuivi et annonce du même coup qu'il envisage un retour sur scène. En juillet 2022, il souhaite enregistrer un balado entremêlant humour et confessions devant 25 personnes, mais l'événement n'aura finalement pas lieu. 
Quelques mois plus tard, en novembre 2022, le journal La Presse et le 98,5FM publient conjointement un dossier-choc remettant en doute le travail de la journaliste Améli Pineda et la crédibilité des témoignages, visiblement contaminés, de plusieurs dénonciatrices. Certaines des victimes alléguées de Lacroix, dont son ex-conjointe, affirment avoir subi des pressions de diverses personnes dans le but de démoniser l'humoriste. D'autres affirment ne jamais s'être senties agressées par Lacroix, dont l'humoriste Rosalie Vaillancourt, qui ne savait même pas qu'elle faisait partie des neuf victimes alléguées.
C'est finalement le 21 décembre 2022 qu'aura lieu le retour sur scène de Lacroix dans un petit bar de Montréal. Un peu moins d'un an plus tard, l'humoriste annonce officiellement son deuxième one-man-show, Le temps au temps, qui obtient des critiques majoritairement positives, dont celle du journal Le Devoir.

## Prix et distinctions
- 2013 : Champion du Mondial d'Impro

- 2017 : Découverte du ComediHa! Fest-Québec

- 2017 : Numéro de l'année, Gala Les Olivier

- 2017 : Capsule ou sketch web humoristique de l'année, Gala Les Olivier

- 2017 : Découverte de l'année, Gala Les Olivier
- 2019 : Capsule ou sketch web humoristique de l'année, Gala Les Olivier[22]